# Красный квадрат
«Красный квадрат» — картина Казимира Малевича, написанная в 1915 году. Представляет собой красный четырёхугольник на белом фоне, несколько отличающийся по форме от квадрата. Экспонируется в Русском музее.
Впервые представлен публике на выставке «0,10» 1915 года. В каталоге выставки 1915 года картина указана под названием «Живописный реализм крестьянки в двух измерениях». На обороте картины — сокращённое название: «Женщина в двух измерениях».

## Истолкования
В 1920 году Малевич писал о «Красном квадрате», что «в общежитии он получил ещё значение» как сигнал революции.
Профессор Принстонского университета, литературовед, славист Ксана Бланк (Ксения Мечик-Бланк) сравнивает супрематизм Малевича с творчеством Льва Толстого. В частности, в рассказе Толстого «Записки сумасшедшего» описывается комната, где Фёдор начинает испытывать смертельную тоску: «Чисто выбеленная квадратная комнатка. Как, я помню, мучительно мне было, что комнатка эта была именно квадратная. Окно было одно, с гардинкой — красной». То есть красный квадрат на белом фоне является, по сути, символом тоски. Сам Малевич пояснял концепцию своего первого «Чёрного квадрата», что «квадрат — чувство, белое пространство — пустота за этим чувством». Ксана Бланк приходит к выводу, что, как и в рассказе Толстого, красный квадрат на белом фоне графически изображает страх смерти и пустоты.

## Реставрация
«Красный квадрат» и две другие работы Малевича были отреставрированы незадолго до смерти художника, поскольку краска начала отслаиваться. Отслаивание, вероятно, произошло из-за того, что Малевич перекрашивал часть картины, которая была ранее расписана. Его картины постоянно реставрировались, самые масштабные реставрации проводились в 1976 и 1988 годах.

## В художественной литературе
Сюжет романа М. Круза Смита «Красная площадь» построен на игре слов: преступники хотят похитить «Красный квадрат», который по-английски называется так же, как и Красная площадь.